# 乳様突起

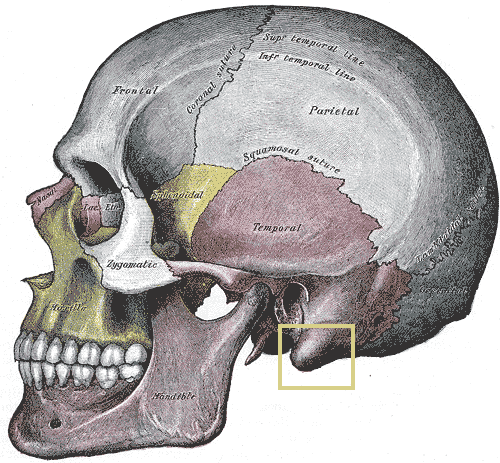
頭蓋骨の側面。四角で囲まれた部分が乳様突起

乳様突起（にゅうようとっき、mastoid process）は、側頭骨の後下方部、骨性外耳道の後ろ内側、茎状突起の外側にある円錐状の突起のこと。体表面から見た場合は，耳介の後ろ（耳の裏側）にあたり、体表からも見たり触れたりすることが可能ではっきりわかる突起である。大きさと形状には個体差があり、男性では女性よりも大きい。側頭骨の乳様突起を含む部分を乳突部という。
乳様突起は顎二腹筋、胸鎖乳突筋、頭板状筋、頭最長筋の付着部になっている。
乳様突起の語源はギリシア語の'masto-'（乳）で、突起の形状が乳房に似ていることを示唆している。